# Sybra ephippiata
Sybra ephippiata là một loài bọ cánh cứng trong họ Cerambycidae.